# Classificazione delle superfici
In geometria, le superfici compatte vengono completamente classificate dal punto di vista topologico da alcuni parametri, quali il genere (il "numero di manici"), l'orientabilità ed il numero di componenti connesse del bordo. Il risultato è quindi una classificazione delle superfici dal punto di vista topologico, un risultato importante in topologia algebrica.

## Superfici di tipo finito

### Superfici con bordo
Una superficie astratta è una varietà topologica di dimensione 2, cioè uno spazio topologico di Hausdorff tale che ogni punto ha un intorno aperto omeomorfo al piano {\displaystyle \mathbb {R} ^{2}}. Una superficie con bordo è una varietà con bordo di dimensione 2: ogni punto ha un intorno aperto omeomorfo a {\displaystyle \mathbb {R} ^{2}} oppure al semipiano 
{\displaystyle \{(x,y)|x\geqslant 0\}\subset \mathbb {R} ^{2}.}
I punti del secondo tipo formano il bordo della superficie. Se la superficie è compatta, il bordo è omeomorfo a {\displaystyle k} circonferenze disgiunte.

### Superfici chiuse
Una superficie regolare, o regolare a tratti, si definisce chiusa se risulta priva di bordo. La chiusura di una superficie è strettamente legata al concetto di orientabilità: una superficie chiusa ha sempre due facce distinte e risulta impossibile passare dall'una all'altra se non si attraversa la superficie stessa. Un esempio plausibile di superficie chiusa, e per di più orientabile, è la sfera, nella quale è impossibile passare dalla faccia esterna (guscio sferico) a quella interna se non attraverso di essa.

### Tipo finito
Una superficie di tipo finito {\displaystyle X} è una superficie connessa ottenuta rimuovendo {\displaystyle r} punti da una superficie compatta con bordo. Una tale superficie è compatta se e solo se {\displaystyle r=0}. Una superficie compatta e senza bordo (cioè con {\displaystyle k=r=0}) è detta chiusa.

### Genere

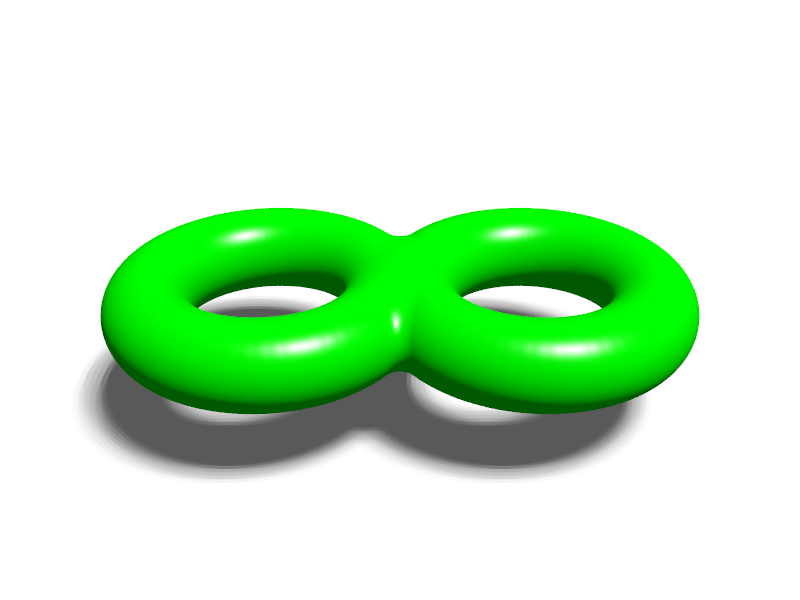
Una superficie orientabile di genere 2.

Una superficie di tipo finito {\displaystyle X} ha un genere {\displaystyle g}. Intuitivamente, questo è il "numero di manici" della superficie. Può essere definito come il numero massimo di curve semplici chiuse contenute nella superficie aventi complementare connesso.
Il genere non cambia se vengono rimossi alcuni punti dalla superficie. La sfera ed il disco hanno genere zero. Il piano proiettivo, il nastro di Möbius ed il toro hanno genere uno. La bottiglia di Klein ha genere due. Tutti questi esempi sono compatti, per ottenere esempi non compatti è sufficiente rimuovere alcuni punti.

La bottiglia di Klein è una superficie chiusa non orientabile, di genere 2.

### Orientabilità
Una superficie può infine essere orientabile o meno. Una superficie non è orientabile se "ha una faccia sola", ed è orientabile se ne ha due. Una superficie è non-orientabile se e solo se contiene un nastro di Möbius. Sfera, disco e toro sono orientabili. Piano proiettivo, nastro di Möbius e bottiglia di Klein non lo sono.

## Classificazione topologica
Per una superficie di tipo finito è definita quindi la quaterna {\displaystyle (g,k,r,o)}, dove {\displaystyle o=1} se è orientabile e {\displaystyle o=0} se non lo è.
Il teorema di classificazione topologica delle superfici asserisce il fatto seguente.
Due superfici di tipo finito sono omeomorfe se e solo se hanno la stessa quaterna {\displaystyle (g,k,r,o)}.
Quindi due superfici sono omeomorfe se hanno lo stesso genere, lo stesso numero di componenti di bordo, lo stesso numero di buchi, e se sono entrambe orientabili o non-orientabili. La quaterna di valori {\displaystyle (g,k,r,o)} è quindi un sistema completo di invarianti per le superfici.

## Varianti

### Diffeomorfismo
Un diffeomorfismo è una funzione che, oltre ad essere un omeomorfismo, è anche differenziabile (con la sua inversa). 
Due superfici risultano essere diffeomorfe se e solo se sono omeomorfe. Quindi lo stesso teorema di classificazione è valido sostituendo la parola "omeomorfe" con "diffeomorfe".

### Omotopia
Una superficie di tipo finito è chiusa se è compatta e senza bordo. La relazione di equivalenza omotopica è equivalente a quella di omeomorfismo per le superfici chiuse, ma è drasticamente
meno fine per le superfici non chiuse: esistono molte superfici omotopicamente equivalenti che non sono omeomorfe. Vale il risultato seguente:
Due superfici di tipo finito sono omotopicamente equivalenti se e solo se 
- Sono entrambe chiuse ed omeomorfe, oppure
- Sono entrambe non-chiuse e hanno la stessa caratteristica di Eulero.

La caratteristica di Eulero di una superficie con invarianti {\displaystyle (g,k,r,o)} è
{\displaystyle \chi ={\begin{cases}2-2g-k-r&{\mbox{se }}o=1,\\2-g-k-r&{\mbox{se }}o=0.\end{cases}}}
Ad esempio, il nastro di Möbius e l'anello sono omotopicamente equivalenti ma non omeomorfe. Un altro esempio è fornito dalla sfera con {\displaystyle r=3} buchi ed il toro con {\displaystyle r=1} buco, entrambi aventi {\displaystyle \chi =-1}.

### Gruppo fondamentale
Due superfici di tipo finito hanno lo stesso gruppo fondamentale se e solo se sono omotopicamente equivalenti. Nel caso delle superfici chiuse, il gruppo fondamentale è quindi un invariante completo (due superfici chiuse sono omeomorfe se e solo se hanno lo stesso gruppo fondamentale).
In effetti, una superficie non-chiusa ha gruppo fondamentale isomorfo al gruppo libero su {\displaystyle 1-\chi } elementi, dove {\displaystyle \chi } è la caratteristica di Eulero.